# Пію рудогорлий
Пію рудогорлий (Synallaxis cherriei) — вид горобцеподібних птахів родини горнерових (Furnariidae). Мешкає в Південній Америці. Вид названий на честь американського натураліста Джорджа Крака Черрі.

## Опис
Довжина птаха становить 13-14 см, вага 15-17 г. Обличчя, лоб, горло і груди рудувато-каштанові або оливково-коричневі. Живіт сірий. Крила чорнуваті, покривні пера крил рудувато-каштанові. Хвіст відносно короткий, чорнуватий.

## Підвиди
Виділяють три підвиди:
- S. c. saturata Carriker, 1934 — локально на півночі і в центрі Перу, можливо, також на півночі Болівії (західне Пандо);
- S. c. napoensis Gyldenstolpe, 1930 — південно-східна Колумбія (Путумайо) і східний Еквадор (Сукумбіос, Орельяна, Напо);
- S. c. cherriei Gyldenstolpe, 1930 — центральна бразильська Амазонія.

## Поширення і екологія
Рудогорлі пію мешкають в Колумбії, Бразилії, Еквадорі, Перу і Болівії. Вони живуть в підліску вологих рівнинних тропічних лісів Амазонії та в бамбукових заростях Guadua. Зустрічаються на висоті до 1450 м над рівнем моря.

## Збереження
МСОП класифікує стан збереження цього виду як близький до загрозливого. Рудогорлим пію загрожує знищення природного середовища.